# Дмитриевка (Рязанский район)
Дмитриевка — деревня в Рязанском районе Рязанской области. Входит в Льговское сельское поселение.

## География
Находится в северо-западной части Рязанской области на расстоянии приблизительно 16 км на юго-восток по прямой от вокзала станции Рязань I.

## История
В 1897 году здесь (тогда деревня Рязанского уезда Рязанской губернии) было учтено 48 дворов.

## Население
Численность населения: 402 человека  (1897 год), 21 в 2002 году (русские 100 %), 26 в 2010.